# أندرو (أمير يوغوسلافيا)
أندرو أمير يوغوسلافيا (28 يونيو 1929 - 7 مايو 1990)، هو أصغر أبناء الملك ألكسندر الأول ملك يوغوسلافيا وماريا من يوغوسلافيا. كان أجداده من الأب الملك بيتر الأول ملك صربيا والأميرة زوركا ملكة الجبل الأسود ، بينما كان أجداده لأمه الملك فرديناند لرومانيا والأميرة ماري أميرة إدنبرة . 

## المنفى
بعد سقوط النظام الملكي في يوغوسلافيا، ذهب إلى المنفى في لندن، حيث بعد تخرجه في الرياضيات من كلير كوليدج، جامعة كامبريدج، أصبح سمسار تأمين

## الزواج والقضية
في 2 أغسطس 1956، تزوج من ابنة عمه الثالثة الأميرة كريستينا مارغريت من هيسن، في كرونبرج إم تاونوس، ألمانيا. كانت الابنة الكبرى للأمير كريستوف من هيسن وزوجته الأميرة صوفي أميرة اليونان والدنمارك ، وكانت والدتها أخت الأمير فيليب ، دوق إدنبرة ، زوج الملكة إليزابيث الثانية ، ولديهما طفلان: 
انفصل الزوجان في لندن في 31 مايو 1962. 
في 18 سبتمبر 1963 ، تزوج من ابنة عمه الثانية الأميرة كيرا من لينين (18 يوليو 1930 - 24 سبتمبر 2005) ، ابنة كارل، أمير لينينجن والدوقة الروسية ماريا كيريلوفنا . أنجبا ثلاثة 3أطفال: 
انفصلا في فرانكفورت أم ماين في 10 يوليو 1972.  
تزوج أندريه ثالثًا من إيفا ماريا (ولدت في 26 أغسطس 1926 باسم ميليكا أنديلكوفيتش في صربيا ) في 30 مارس 1974 في بالم سبرينغز ، كاليفورنيا ، الولايات المتحدة الأمريكية.  الزوجان ليس لديهما مشكلة 9.

## وفاته
تم العثور عليه ميتًا في سيارته في إيرفين ، كاليفورنيا ، الولايات المتحدة في 7 مايو 1990. تم تحديد الوفاة على أنها انتحار بأول أكسيد الكربون.   تم دفن رفاته في البداية في دير نيو جراتشانيكا، البحيرة الثالثة ، إلينوي . ظلوا هناك حتى عام 2013 ، عندما أعيدوا إلى صربيا ودُفِنوا في كنيسة القديس جورج ، أوبلناك في 26 مايو 2013.

## روابط خارجية
- Prince Andrew of Yugoslavia على موقع فايند أغريف